# Unicum (likier)

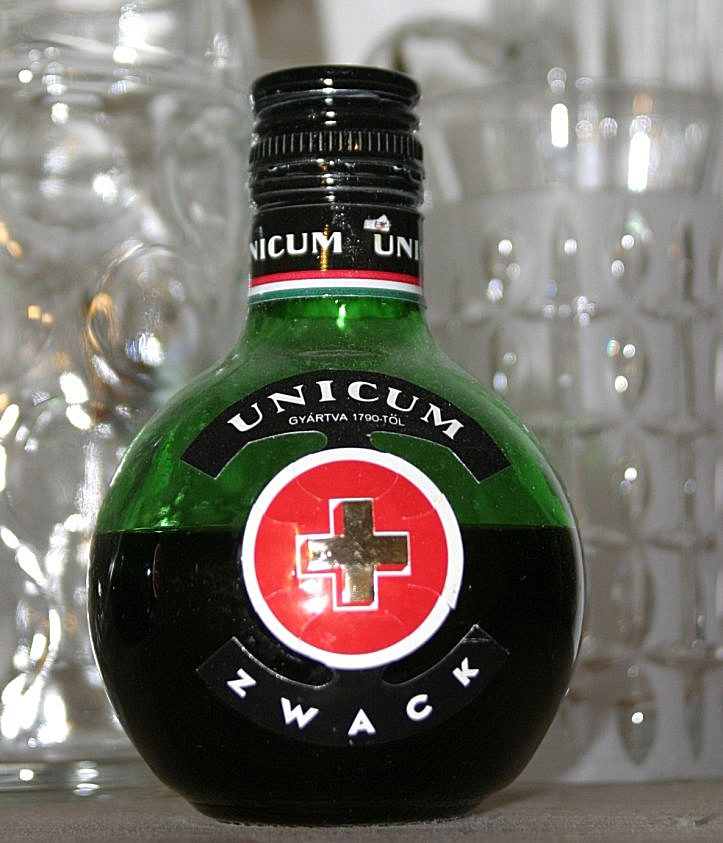

Unicum – węgierski likier ziołowy o smaku korzennym, gorzkim i barwy ciemnobrązowej. Zawiera 40% alkoholu.
Recepturę opracował pod koniec XVIII wieku Joseph Zwack, nadworny medyk cesarza Józefa II. W 1840 r. rodzina Zwack otworzyła w Peszcie pierwszą fabrykę tego likieru produkowanego aż do wybuchu II wojny światowej. Po wojnie Zwackowie wyemigrowali z Węgier, zabierając ze sobą recepturę trunku, a ich fabryka została upaństwowiona. 
W komunistycznych Węgrzech próbowano odtworzyć recepturę likieru, jednakże w efekcie otrzymywano trunek znacznie odbiegający jakością, smakiem i zapachem od oryginału. Po upadku reżimu, w 1989 roku Peter Zwack odkupił fabrykę. Powstała firma Zwack Unicum Rt i wznowiono produkcję oryginalnego likieru. Receptura Unicum jest zastrzeżona, wiadomo jedynie, że produkowany jest z około 40 różnych roślin rosnących na Nizinie Panońskiej.